# Yemi Ogunoye
Yemi Ogunoye (28 gennaio 1985) è un ex cestista statunitense con cittadinanza nigeriana, professionista nella NBDL.